# Kotarevi u FNRJ
Kotarevi u Federativnoj Narodnoj Republici Jugoslaviji bili su upravna područja nad nekoliko općina pod republičkom, odnosno autonomijskom upravom. Prvotno kao administrativno-teritorijalne jedinice, što je 1952. zamijenjeno nazivom političko-teritorijalna jedinica.
U Narodnoj Republici Bosni i Hercegovini
1. Banja Luka
2. Bihać
3. Brčko
4. Derventa
5. Doboj
6. Goražde
7. Jajce
8. Livno
9. Mostar
10. Prijedor
11. Sarajevo
12. Trebinje
13. Tuzla
14. Zenica
15. Zvornik

U Narodnoj Republici Crnoj Gori
1. Cetinje
2. Ivangrad (danas Berane)
3. Nikšić
4. Pljevlja
5. Titograd (danas Podgorica)

U Narodnoj Republici Hrvatskoj:
1. Bjelovar
2. Čakovec
3. Daruvar
4. Dubrovnik
5. Gospić
6. Karlovac
7. Koprivnica
8. Krapina
9. Križevci
10. Kutina
11. Makarska
12. Našice
13. Nova Gradiška
14. Ogulin
15. Osijek
16. Pula
17. Rijeka
18. Sisak
19. Slavonska Požega
20. Slavonski Brod
21. Split
22. Šibenik
23. Varaždin
24. Vinkovci
25. Virovitica
26. Zadar
27. Zagreb

U Narodnoj Republici Makedoniji:
1. Bitola
2. Kumanovo
3. Ohrid
4. Skopje
5. Štip
6. Tetovo
7. Titov Veles

U Narodnoj Republici Sloveniji
1. Celje
2. Gorica
3. Kočevje
4. Kopar
5. Kranj
6. Ljubljana
7. Maribor
8. Murska Sobota
9. Novo Mesto
10. Ptuj
11. Trbovlje

U Narodnoj Republici Srbiji
(područje izvan autonomija)
1. Beograd
2. Čačak
3. Kragujevac
4. Kraljevo
5. Kruševac
6. Lazarevac
7. Leskovac
8. Loznica
9. Mladenovac
10. Negotin
11. Niš
12. Novi Pazar
13. Obrenovac
14. Pirot
15. Požarevac
16. Prijepolje
17. Prokuplje
18. Smederevo
19. Svetozarevo (Jagodina)
20. Šabac
21. Titovo Užice
22. Valjevo
23. Vranje
24. Zaječar

U Autonomnoj Kosovsko-metohijskoj oblasti
(uključena u Narodnu Republiku Srbiju)
1. Gnjilane
2. Kosovska Mitrovica
3. Peć
4. Priština
5. Prizren

U Autonomnoj Pokrajini Vojvodini
(uključena u Narodnu Republiku Srbiju)
1. Bačka Palanka
2. Bačka Topola
3. Kikinda
4. Novi Sad
5. Pančevo
6. Senta
7. Sombor
8. Srijemska Mitrovica
9. Stara Pazova
10. Subotica
11. Vrbas
12. Vršac
13. Zrenjanin

U NR Srbiji, NR Crnoj Gori i možda nekim dijelovima Bosne i Hercegovine kotar se nazivao srez.
Prije 1955. godine postojalo je čak 338 kotareva (uključeni i gradovi), nakon toga Republičkim je propisima njihov broj smanjen na ovdje navedenih 107 kotareva. Broj im se dalje smanjivao, krajem 1958. bilo ih je 91. Na dan 1. siječnja 1960. bilo ih je 75. Razlog smanjenju bile su republičke odluke, tako su u NR Crnoj Gori 1957. ukinuti svi kotarevi (srezovi), zatim u Autonomnoj Kosovsko-metohijskoj oblasti 31. prosinca 1959. U Autonomnoj Pokrajini Vojvodini u isto vrijeme zadržano je samo šest kotareva (srezova). Ostatak kotareva postupno je prestao postojati od 1963. do 1967. godine.
- U Makedoniji, Sloveniji i Vojvodini - 1965.
- U Hrvatskoj i Srbiji - 1967.

Dogodilo se to iz razloga što je razvojem društva općina bila predviđena za glavni oblik upravnoprostorne ustrojbe, no kotare su ubrzo 1974. zamijenile zajednice općina odnosno međuopćinske regionalne zajednice.